# Scribbler (роботы)
Scribbler S1 (синий), Scribbler S2 (красный) и Scribbler S3 (зелёный) — роботы, разработанные американской фирмой Parallax Inc. Они представляют собой небольшие, полностью собранные конструкции и ориентированы на обучение. Имеющееся программное обеспечение позволяет программировать роботов учащимся, начиная с младшего школьного возраста.

## Конструкция роботов
Механическая система — трёхколёсная. Два колеса ведущих, одно пассивное.
Питание: S1 и S2 — шесть батарей типа АА (пальчиковые) или Ni-MH аккумуляторов. S3 — Ni-MH аккумулятор.
Корпуса всех роботов практически идентичны и имеют следующие габаритные характеристики:
- Размеры (примерно) ............................ 190 х 160 × 80 мм
- Дорожный просвет ............................... 10 мм
- Расстояние между колёсами ............... 145 мм
- Расстояние между датчиками линии ... 8 мм

В центре роботов имеется отверстие для установки маркера толщиной 14 мм (возможность поднятия и опускания маркера отсутствует).
Максимальная скорость роботов — около 20 см/с.
Имеются датчики для взаимодействия с внешней средой.
Роботы S1 и S2 связываются с компьютером через COM-порт (RS232). В комплекте к S2 имеется переходник USB → COM. Модель S3 подключается к компьютеру через порт USB.
Одной из особенностей роботов можно назвать невозможность работы датчиков линии на полигонах, выполненных на  баннерной ткани (часто применяемой на российских соревнованиях роботов): чёрный цвет воспринимается ими как белый. Для устранения указанного недостатка необходима переделка робота.

## Графическая среда программирования

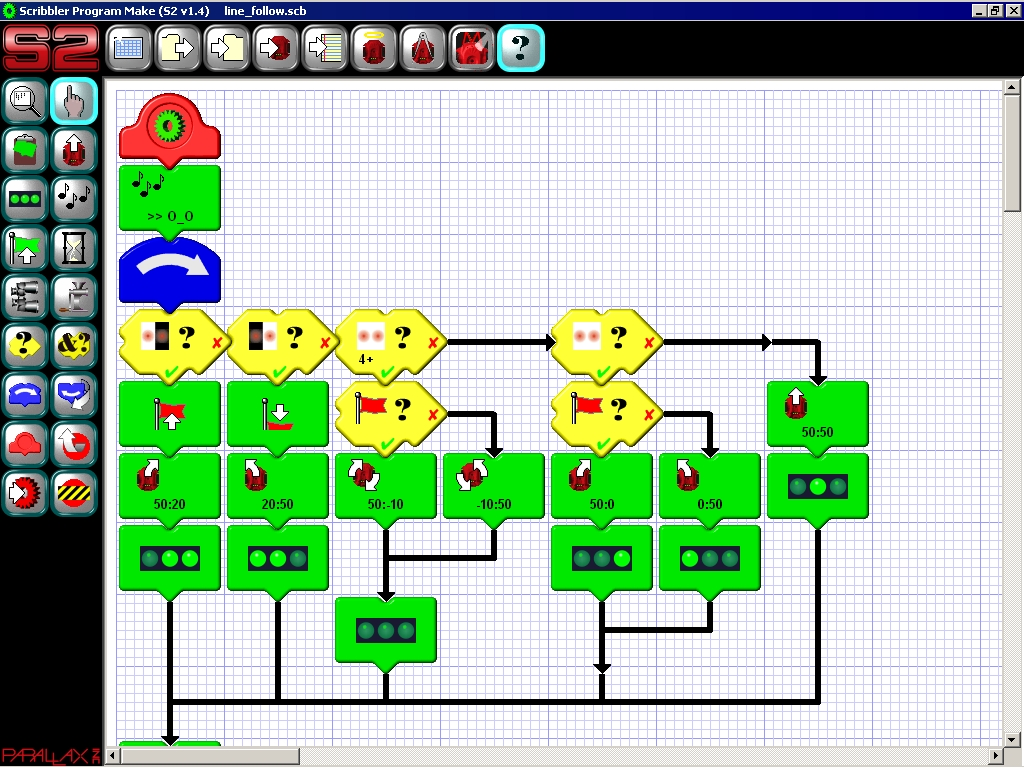
Снимок экрана при работе в программе "Scribbler Program Make"

Графическая среда программирования (GUI) «Scribbler Program Make» позволяет создавать программу из рисунков, наподобие строительных блоков. Отдельный рисунок может обозначать команду, алгоритмическую конструкцию или её часть. Среда разработана так, чтобы исключить возможные ошибки при разработке программы. Имеется многоязыковая справочная система по всем разделам среды программирования.

## Робот Scribbler S1

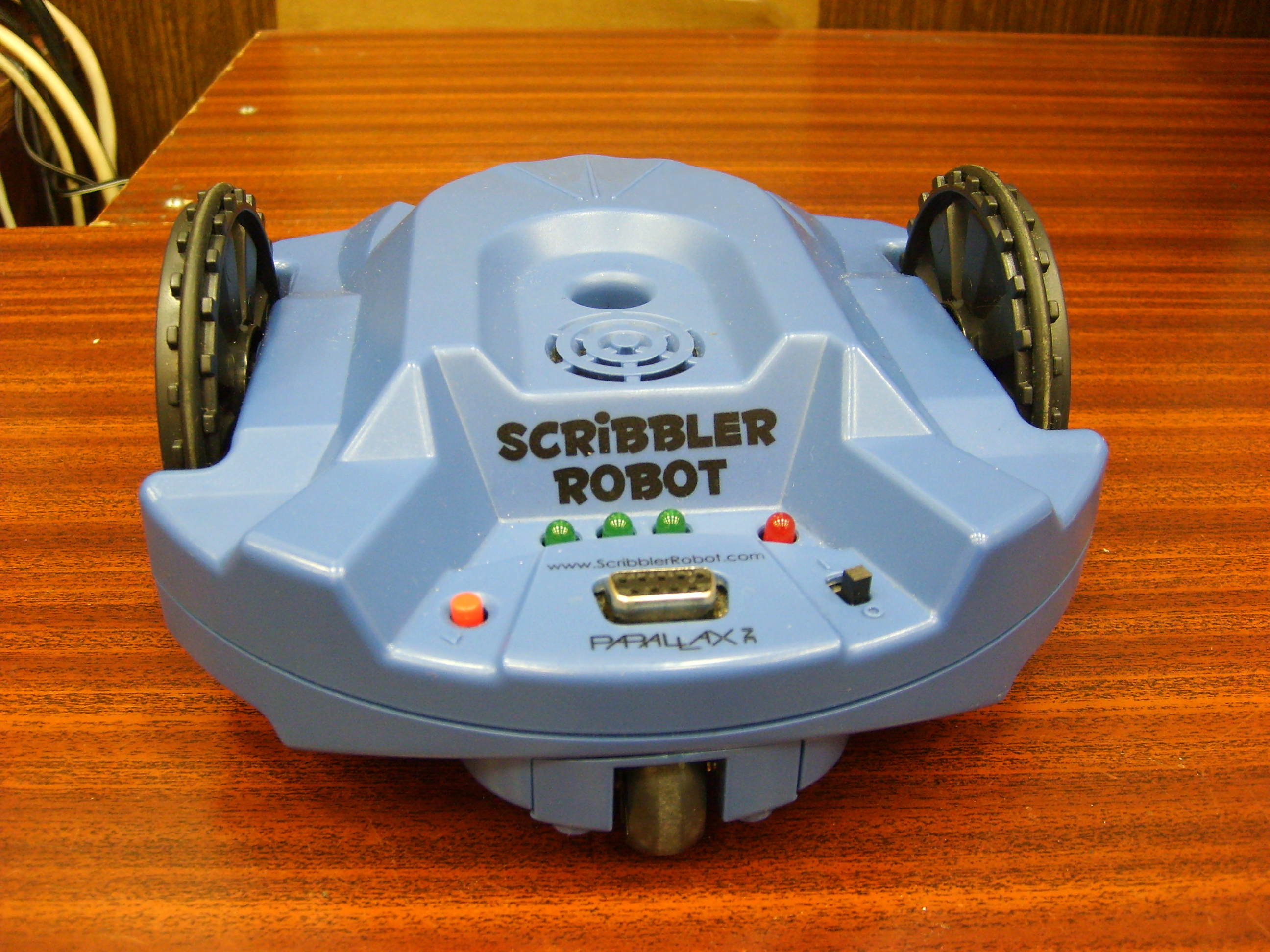
Робот Scribbler S1 фирмы Parallax Inc

Робот Scribbler S1 создан компаниями Parallax, Element Products и Bueno Systems. Он был разработан на основе микроконтроллерa семейства PIC, PIC16C57C. Имелся встроенный язык программирования PBASIC. В настоящее  время S1 не выпускается.
Робот имел следующие датчики: освещённости (3 шт.), наличия объектов (2 шт.), линии	(2 инфракрасные пары «излучатель — приёмник»).
Программируемые объекты: колёса (2 шт.), динамик (1 шт.), светодиоды (зелёные, 3 шт.).
Кроме среды GUI, программирование S1 было возможно на языке PBASIC  в среде BASIC Stamp Editor. С помощью библиотеки Myro можно было запрограммировать робота на языке Python.
Для придания роботу дополнительных возможностей могли быть куплены внешние устройства, подключаемые через COM-порт, например, bluetooth-передатчик/приемник.
Робот Scribbler S1 используется многими учителями для образовательных целей. Например,   Институт персональных образовательных роботов (IPRE) разработал учебные материалы с использованием данного робота.

## Робот Scribbler S2

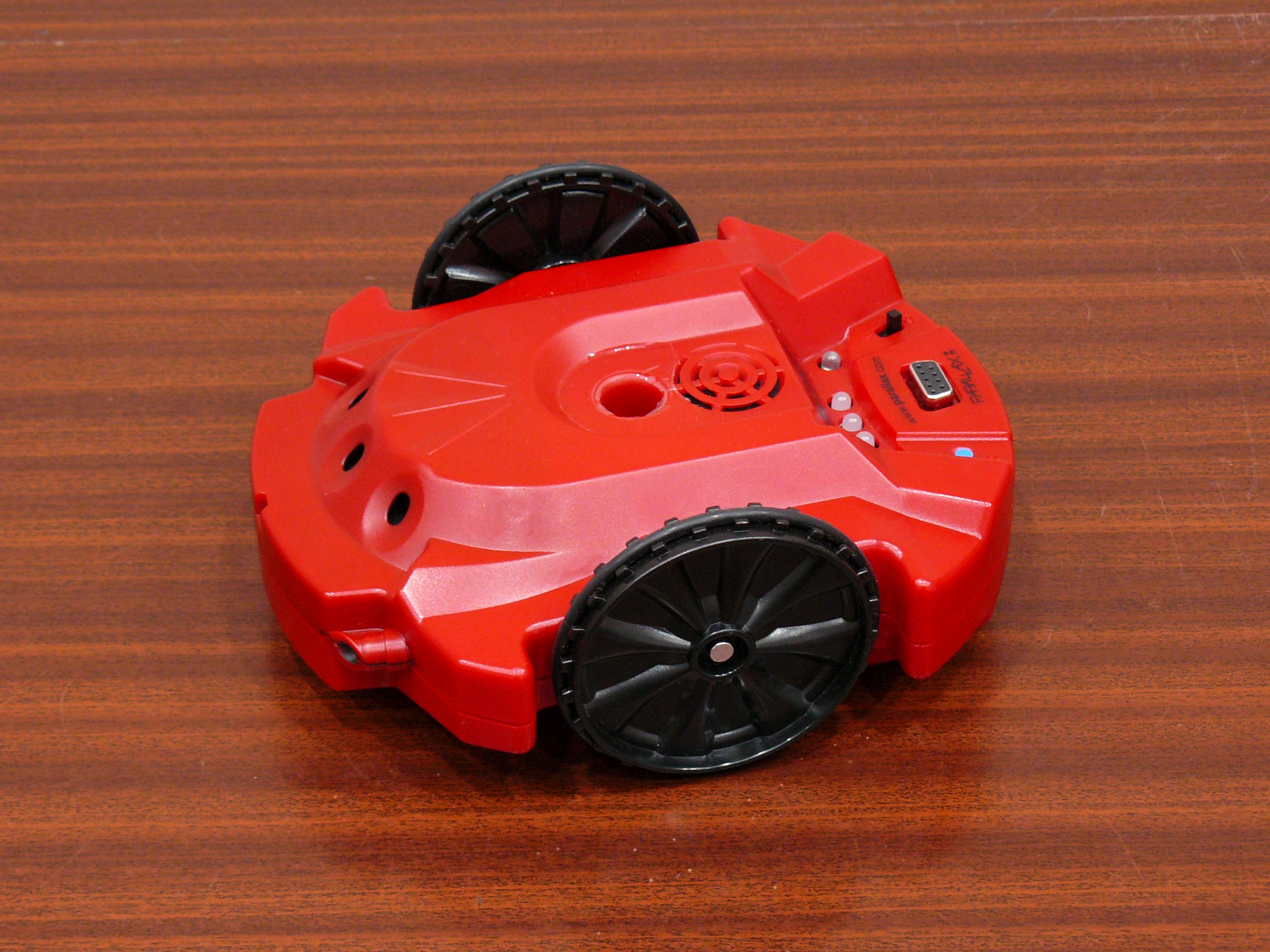
Робот Scribbler S2 фирмы Parallax Inc

Робот Scribbler S2 предназначен как для начального, так и для углублённого изучения робототехники. Программное обеспечение, поставляемое в комплекте фирмой Parallax: графическая среда программирования GUI «Scribbler Program Make» и объектно-ориентированный язык программирования Spin (среда программирования Propeller Tool). Сторонние фирмы предлагают для этого робота языки программирования BASIC и С.
В основе S2 лежит микроконтроллер P8X32A, имеющий многоядерную архитектуру и допускающий параллельное выполнение программ.
Технические характеристики S2
- ОЗУ ............................... 8 к х 32 бита
- ПЗУ ................................ 8 к х 32 бита
- Тактовая частота ......... 5 МГц
- Количество ядер .......... 8
- ОЗУ ядра ...................... 512 х 32 бит

У робота имеются датчики: освещённости (3 шт.), препятствия (2 шт.) линии (2 пары), останова (1 шт.), энкодеры, дающие точность позиционирования около 0,5 мм (2 шт.), микрофон (1 шт.).
Программируемые объекты: колёса (2 шт.), динамик, светодиоды (3 красно-зелёных и 1 синий), кнопка.
Объектно-ориентированный язык программирования Spin встроен в процессор и в полной позволяет управлять всеми возможностями программируемых объектов робота (в отличие от графической среды, которая имеет ограниченные возможности). Программа, созданная в графической среде, транслируется в текст языка Spin, и его можно увидеть, находясь непосредственно в графической среде. При необходимости, в текст можно внести изменения.

## Робот Scribbler S3

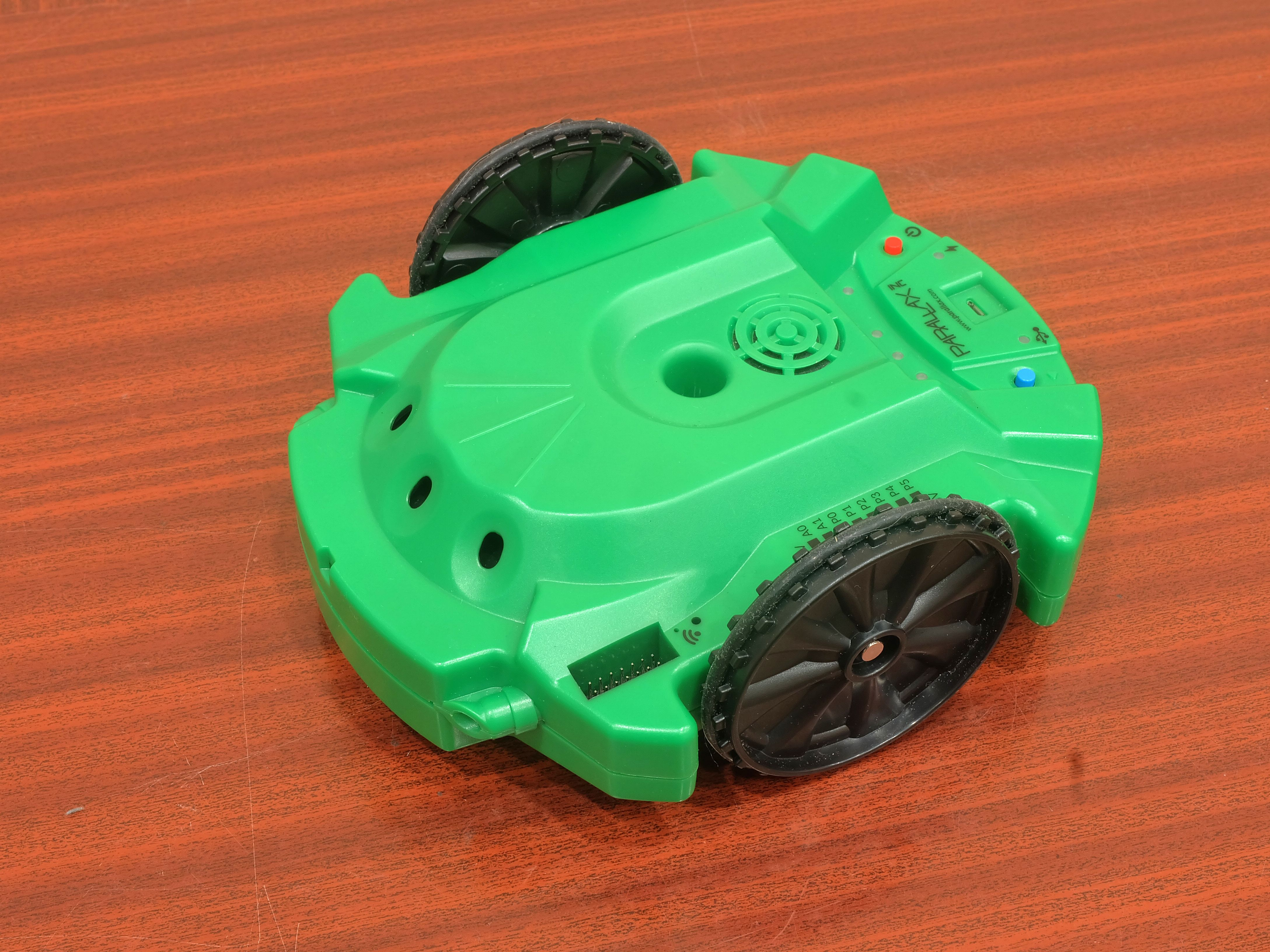
Учебный робот Scribbler S3 фирмы Parallax.

Выпущен фирмой Parallax Inc 1 сентября 2016 года. По сравнению с моделью S2 в роботе появились следующие изменения:
- Связь с компьютером осуществляется с помощью USB-интерфейса
- Для питания используется Ni-MH аккумулятор
- Использован выключатель питания нажимного типа
- Имеется возможность подключения радиоканала XBee
- Порт ввода/вывода стал доступным без открывания корпуса
- Возможно программирование в среде Blockly

## Ценовая политика фирмы Parallax в отношении роботов
Фирма Parallax старается поддерживать низкие цены на роботов, не превышающие 200 долларов США. Так, S1 продавался по цене около 100 $, S2 - около 130 $. Розничная цена на S3 колеблется в районе 170 $.Такой же ценовой политики фирма намеренна придерживаться и далее.